# Haltetvek
A haltetvek (Branchiura) a rákok egy élősködő csoportja. Taxonómiai rangjuk alosztály, korábbi művekben rend. Túlnyomó többségük halak ektoparazitája, de olykor kétéltűeken is feltűnnek.
Testük ovális, lapított, a háti oldalt széles hátpajzs borítja. Feltűnő, nagy összetett szemeik vannak, szájszerveik a csápokkal összenőve sajátos "ormányt" alkotnak, amelyen horgok, tüskék és szívókorongok vannak. Rendszerint a halak testén rögzülten élnek, nyálkával és lehámló pikkelyekkel táplálkoznak, vagy a bőrt felhasítva a testnedveket szívogatják. A párzás és peterakás időszakára elhagyják a gazdaállatot, ilyenkor hetekig is szabadon élhetnek.
A haltetvek alosztályában egyetlen rend (Arguloida), és ezen belül egyetlen család (Argulidae) ismert, habár újabban egy másik család (Dipteropeltidae) elkülönítését is javasolták. Három nembe (Argulus, Chonopeltis és Dolops) tartozó, 200-nál kevesebb fajuk ismert.
Gyakori Kárpát-medencei fajuk a pontytetű (Argulus foliaceus), mely halastavi kártevőként is ismert.